# Semons
Semons este o comună în departamentul Isère din sud-estul Franței. În 2009 avea o populație de 368 de locuitori.

## Evoluția populației
| An        | 1975 | 1982 | 1990 | 1999 | 2006 | 2009 |
| --------- | ---- | ---- | ---- | ---- | ---- | ---- |
| Populație | 255  | 281  | 301  | 291  | 351  | 368  |